# Roburan Lombang
Roburan Lombang is een bestuurslaag in het regentschap Mandailing Natal van de provincie Noord-Sumatra, Indonesië. Roburan Lombang telt 1700 inwoners (volkstelling 2010).